# Langues bisayas
Cet article concerne les langues bisayas. Pour les populations bisaya, voir Bisaya. Pour la région Bisaya, voir Visayas.
Les langues bisayas sont un groupe de langues parlées aux Philippines par les Bisaya, dans la région appelée Visayas mais aussi à Mindanao et qui font partie des langues austronésiennes. Elles comprennent notamment l'asi, le cebuano, les langues bisayas centrales et occidentales, le surigaonon. Plus de trente langues constituent ce groupe, parmi lesquelles le cebuano (20 millions de locuteurs), le hiligaïnon (7) et le waray-waray (3) sont les plus parlées.

## Présentation
- Bisaya
  - sud
    - butuan-tausug
      - butuanon (en)
      - tausug

    - surigao
      - surigaonon
      - tandaganon

  - cebuan
    - cebuano
      - boholano (en)

  - central
    - warayan
      - waray
      - baybayanon (en)
      - kabalian (en)
      - sorsogon du Sud (en) (Gubat)

    - periphéral
      - hiligaïnon  ilonggo)
      - capiznon
      - bantayanon
      - porohanon
      - masbate-sorsogon
        - masbateño
        - sorsogon du Nord (en) (Masbate)

      - romblon
        - romblomanon (en)

  - asi
    - asi

  - ouest
    - aklan
      - aklanon/inakeanon
      - malaynon

    - karayan
      - karay-a

    - centre-nord
      - inonhan

    - kuyan
      - ratagnon (en)
      - cuyunon (en)

    - caluyanon
      - caluyanon (en)